# 韋賢
韋 賢（い けん、紀元前143年 - 紀元前62年）は、前漢の政治家。字は長孺。魯国騶県の人。

## 概要
高祖父の韋孟は楚王劉交・劉郢客・劉戊に仕え、楚王劉戊を諌めたという。
韋賢は儀礼・尚書・詩経に通じ、「騶魯の大儒」と呼ばれた。中央に徴用されて博士、給事中となり、昭帝に詩経を教授した。
光禄大夫・詹事と昇進し、大鴻臚に至った。昭帝が跡継ぎなく崩御したので、大将軍の霍光らと共に宣帝を皇帝に擁立し、その功績で関内侯を賜った。後に長信少府となり、本始3年（紀元前71年）に前任者の蔡義の死により丞相となり扶陽侯に封じられた。
地節3年（紀元前67年）に高齢を理由に丞相を引退することを申し出て許され、金百斤と屋敷を賜った。丞相が自ら引退するようになるのは彼が最初であった。元康4年（紀元前62年）に82歳で没した。節侯と諡された。
子は4人おり、長男の韋方山は早くに死に、次男の韋弘は東海太守となり、三男の韋舜は魯の父祖の眠る墳墓を守り出仕せず、四男の韋玄成は丞相になった。漢において親子2代で丞相となったのは韋賢・韋玄成と周勃・周亜夫、曹操・曹丕の計3組だけである。
故郷の騶では、韋氏が経書を学んで栄えたことから、「子孫に金を遺すよりも経書を遺す方が良い」という諺が生まれたという。